# Mordellistena fuscogemellata
Mordellistena fuscogemellata es una especie de coleóptero de la familia Mordellidae.

## Distribución geográfica
Habita en el paleártico: la Europa mediterránea occidental y el Magreb.